# Airbus A400M Atlas

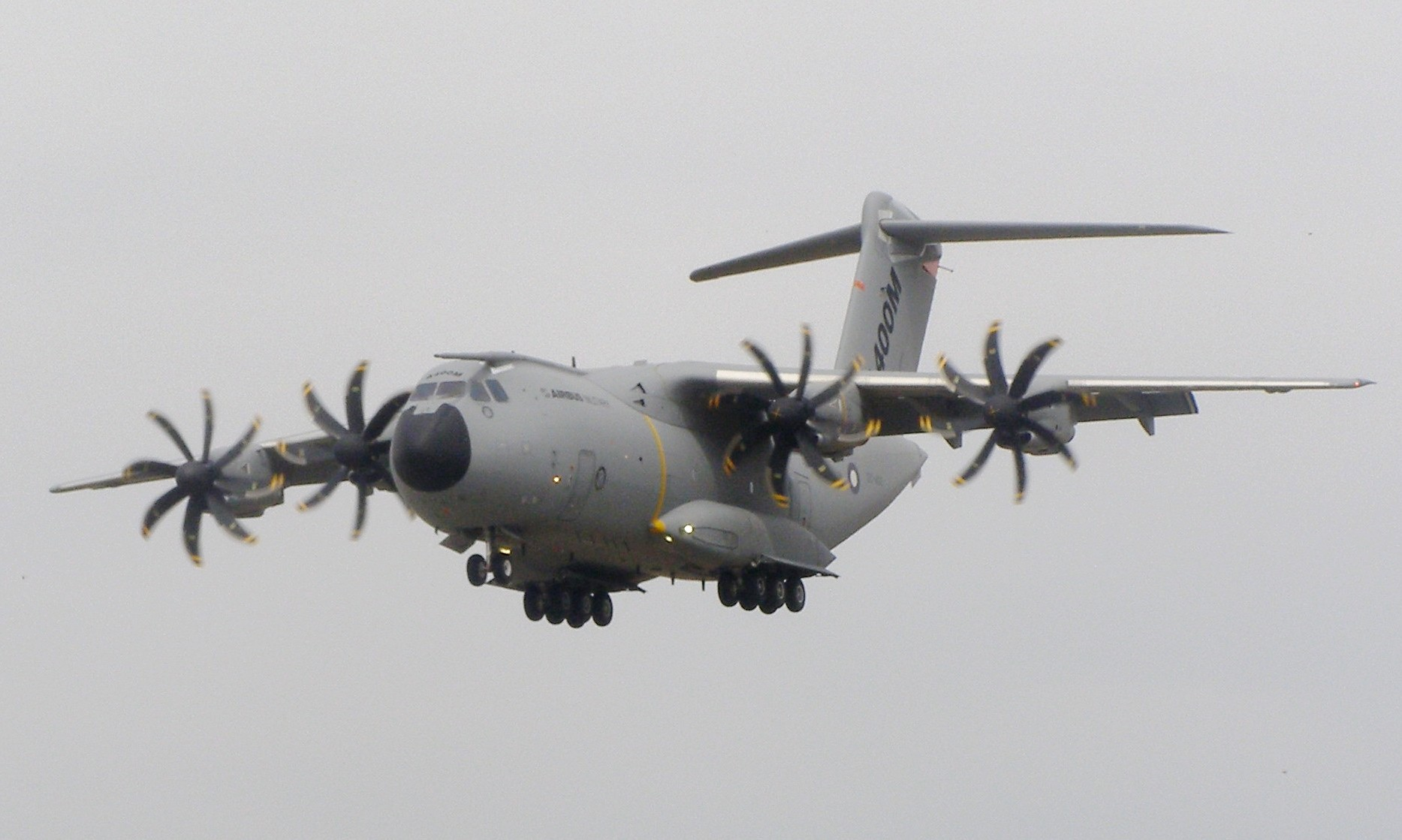
Chiếc thử nghiệm A400M, Grizzly 2, tại 2010 Farnborough Airshow

Airbus A400M là một máy bay vận tải quân sự bốn động cơ phản lực cánh quạt. A400M được thiết kế bởi Airbus Army International (nay là Airbus Defence and Space)  để đáp ứng các yêu cầu của các quốc gia châu Âu về máy bay vận tải quân sự để thay thế Transall C-160 và Lockheed C-130 Hercules. Bên cạnh vai trò vận tải, A400M có thể thực hiện tiếp nhiên liệu trên không và sơ tán y tế với trang thiết bị thích hợp.
Airbus ở Bremen đã bắt đầu sản xuất máy bay hàng loạt vào tháng 11 năm 2010. Ngày 1 tháng 8 năm 2013 chiếc máy bay đầu tiên đã được giao cho không quân Pháp và cuối tháng 2013 chuyến bay đầu tiên trong thực tế là chuyến đi sang Mali.

## Bối cảnh
Dự án được khởi động với tư cách nhóm Máy bay vận tải quân sự quốc tế tương lai (FIMA), năm 1982 bởi Aerospatiale, British Aerospace, Lockheed và MBB để phát triển một loại máy bay thay thế cho C-130 Hercules và C-160 Transall. Những yêu cầu khác biệt và những đòi hỏi khác theo thực tế chính trị quốc tế khiến quá trình chế tạo bị chậm lại. Năm 1989 Lockheed rời bỏ dự án để phát triển thế hệ máy bay Hercules, C-130J thứ hai. Với sự tham gia về sau này của Alenia và CASA nhóm FIMA trở thành nhóm thuộc Cộng đồng châu Âu.
Các nước tham gia, Pháp, Đức, Italia, Tây Ban Nha, Anh Quốc, Thổ Nhĩ Kỳ, Bỉ và Luxembourg, đã ký một thỏa thuận vào tháng 5 năm 2003 để mua 212 chiếc.
Sau khi Italia rút lui và sửa đổi lại số lượng đặt mua, tổng cộng yêu cầu đặt hàng còn 180 chiếc, với chuyến bay đầu tiên năm 2008 và lần giao hàng đầu tiên năm 2009. Ngày 28 tháng 4 năm 2005, Nam Phi đã tham gia vào dự án.
Airbus A400M sẽ tăng năng lực chuyên chở và tầm bay so với những máy bay mà nó sẽ thay thế là loại Hercules và Transall. Khả năng chở hàng được mong đợi sẽ tăng gấp đôi so với những loại hiện nay, và tầm bay cũng sẽ vượt cao hơn. Giống như những loại máy bay khác của Airbus, A400M sẽ có buồng lái với mọi thông tin hiển thị trên màn hình màu và hệ thống điều khiển bay có công nghệ tiên tiến so với những loại C-130s và C-160s cũ mà nhiều nước hiện sử dụng.
Airbus A400M sẽ hoạt động với nhiều nhiệm vụ, gồm vận chuyển hàng hoá, quân đội, MEDEVAC, tiếp dầu trên không và giám sát điện tử.
Việc lựa chọn các động cơ của EuroProp đã gây ra vấn đề liên quan tới nhiều phía: cuộc họp kéo dài tới 11 giờ, Pratt & Whitney Canada đã được coi là người thắng thầu trong sản xuất và kỹ thuật cũng như giá thành, nhưng những sức ép ở giờ phút cuối của các chính phủ châu Âu đã khiến Airbus phải thay đổi thái độ và lựa chọn đề xuất của EuroProp.

## Lịch sử

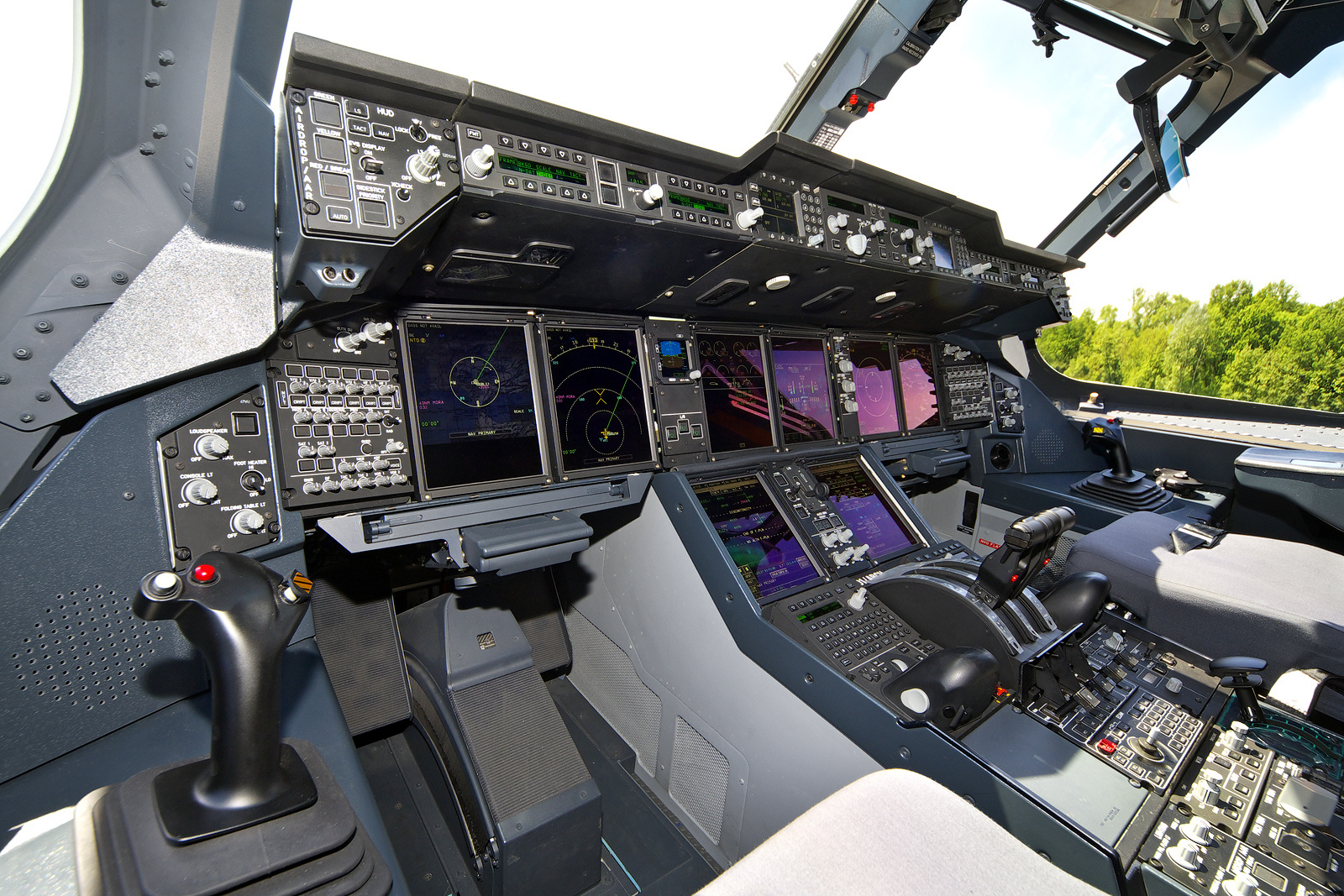
Buồng lái hiện đại của A400M

Những chậm trễ về chính trị và tài chính với dự án A400M đã buộc Không lực Hoàng gia Anh phải khởi động chương trình Máy bay chiến lược giai đoạn ngắn (STSA) lựa chọn loại C-17 làm biện pháp thay thế tạm thời cho mục đích vận tải chiến lược trong khi chờ đợi A400M được đưa vào sử dụng. Những kinh nghiệm với loại C-17 từ khi nó được đưa vào sử dụng khiến Không lực hoàng gia kéo dài thêm hợp đồng sử dụng nó. Ngày 21 tháng 7 năm 2004 Geoff Hoon thông báo rằng Không lực hoàng gia sẽ mua bốn chiếc C-17, thậm chí khi A400M đang được đưa vào sản xuất. Họ cũng đang tiến hành thương thảo yêu cầu đặt hàng một chiếc C-17.
Ngày 9 tháng 12 năm 2004, Không quân Nam Phi thông báo họ sẽ mua 8 chiếc A400Ms và có kế hoạch mua thêm 6 chiếc nữa, vì thế Nam Phi sẽ gia nhập nhóm máy bay quân sự của Airbus và trở thành một đối tác công nhiệp. Việc giao hàng theo kế hoạch sẽ bắt đầu từ 2010 tới 2014.
Ngày 18 tháng 7 năm 2005, Không quân Chilê đã ký kết một hợp đồng mua ba chiếc và sẽ được chuyển giao từ năm 2018 tới 2022. 
Ngày 8 tháng 12 năm 2005 Không quân hoàng gia Malaysia đặt mua bốn chiếc A400M, để thay thế đội máy bay C-130 đã cũ của họ.
Canada cũng là một khách hàng tiềm năng. Bộ Quốc phòng đã thông báo vào cuối năm 2005 rằng 13 trong số 19 chiếc CC-130E cũ của họ cần phải được thay thế bằng 16 chiếc máy bay vận chuyển chiến lược mới. Loại C-130J của Lockheed C-130J và C-17 của Boeing IDS cũng đang được cân nhắc.
A400M sẽ bắt đầu được lắp ráp tại nhà máy EADS Tây Ban Nha (một phần của nhánh Airbus Quân sự) ở vào tháng 10, 2006, chế tạo được ba chiếc một tháng. Chuyến bay thử đầu tiên sẽ diễn ra năm 2007.  Lưu trữ ngày 16 tháng 11 năm 2006 tại Wayback Machine,  Lưu trữ ngày 9 tháng 7 năm 2006 tại Wayback Machine

## Chuyến đầu tiên
Sau một thời gian dài chậm trễ trong kế hoạch chế tạo, ngày thứ Sáu, 11 tháng 12 năm 2009, A400M cất cánh từ trong chuyến bay đầu tiên từ phi trường Sevilla, Tây Ban Nha. Phi công trưởng Ed Strongman người Anh và phi hành đoàn 3 người đều mang dù trong phi vụ thử nghiệm của chiếc máy bay có biệt danh là "Con Gấu" do hình dáng mập mạp của nó. Đáp ứng nhu cầu chiến trường ngày nay khi dùng ở sân bay ngắn, với trọng lượng kể cả hàng hóa và nhiên liệu khoảng 100 tấn, A400M có thể cất cánh 980 mét và hạ cánh 770 mét trên phi đạo đất mềm.
A400M1 có 4 động cơ cánh quạt bán phản lực, mỗi động cơ công suất 11.000 mã lực nghĩa là vào hạng mạnh nhất nhì của Tây phương. Chong chóng có 8 cánh, và quay ngược chiều nhau ở hai động cơ trên một bên cánh. Trị giá mỗi chiếc A400M khoảng 100 triệu Euro và có thể còn cao hơn nữa. Chuyến bay đầu tiên ngày 11 tháng 12 năm 2009 là một thành công quan trọng và bảo đảm cho việc tiếp tục sản xuất loại máy bay vận tải quân sự được coi là nhu cầu thiết yếu cho các nước châu Âu đầu thế kỷ 21.

## Biến thể
A400M Grizzly
Phiên bản thử nghiệm
A400M-180 Atlas
Phiên bản sản xuất

## Các quốc gia vận hành
Vương quốc Anh
- Không quân Hoàng gia Anh: Đang vận hành 12 chiếc, 2 chiếc đang đặt hàng

 Pháp
- Không quân Pháp: Đang vận hành 18 chiếc, 32 chiếc đang đặt hàng.

 Đức
- Không quân Đức: Vận hành 35 chiếc, 18 chiếc đang đặt hàng.

 Kazakhstan
- Không quân Kazakhstan: Đặt hàng 2 chiếc dự kiến chuyển giao vào 2024.

 Bỉ
- Không quân Bỉ: Đặt hàng 7 chiếc, đã giao 3 chiếc.

 Luxembourg
- Không quân Luxembourg: Đang vận hành 1 chiếc.

 Malaysia
- Không quân Malaysia: Đang vận hành 4 chiếc

 Tây Ban Nha
- Không quân Tây Ban Nha: Đặt hàng 27 chiếc, đã nhận 11 chiếc

 Thổ Nhĩ Kỳ
- Không quân Thổ Nhĩ Kỳ: Đặt hàng tổng cộng 10 chiếc, đã nhận 9 chiếc

 Indonesia
- Không quân Indonesia: Đặt hàng 2 chiếc với tùy chọn mua thêm 4 chiếc.

## Các tiêu chuẩn kỹ thuật

### Các tiêu chuẩn chung
- Đội bay: 3-4 (2 phi công, người thứ ba tùy chọn, 1 loadmaster)
- Sức chứa: xem trọng lượng
- Tổng chiều dài: 43.8 m (143 ft 8 in)
- Sải cánh: 42.4 m (139 ft 1 in)
- Tổng chiều cao: 14.6 m (47 ft 11 in)

### Trọng lượng
- Trọng lượng hoạt động rỗng: 70 tonnes (154 000 lb)
- Trọng lượng cất cánh tối đa: 130 tonnes (287 000 lb)
- Trọng lượng hạ cánh tối đa: 114 tonnes
- Tổng trọng tải: 37 tonnes (82 000 lb)
- Tổng trọng lượng nhiên liệu trong: 46.7 tonnes
- Hành khách: 116 lính được trang bị đầy đủ / lính dù
- Sơ tán y tế: tới 66 người với 25 nhân viên y tế

### Hoạt động
- Tốc độ bay: Mach 0.68 - 0,72
- Tốc độ hoạt động tối đa: 300 kt CAS (560 km/h, 350 mph)
- Tốc độ bay ban đầu: ở mức MTOW: 29 000 ft
- Trần bay: 37 000 ft (11 300 m)
- Trần hoạt động tối đa: 40 000 ft
- Tầm bay với trọng lượng tối đa: 1 800 nm (3 300 km, 2 000 dặm) (tốc độ bay xa; reserves as per MIL-C-5011A)
- Tầm bay với trọng tải 30 tấn: 2 600 nm (4 800 km, 3 000 dặm) (xem trên)
- Tầm bay với trọng tải 20 tấn: 3 750 nm (6 950 km)(xem trên)
- Ferry Range: 5000 nm
- Khoảng cách cất cánh chiến thuật: 940 m (3 080 ft) (trọng lượng máy bay 100 tấn, soft field, ISA, mực nước biển)

### Động cơ
- 4 x EPI (EuroProp International) TP400-D6, 8.250 kW power  Lưu trữ ngày 9 tháng 12 năm 2007 tại Wayback Machine Lưu trữ ngày 27 tháng 9 năm 2007 tại Wayback Machine
- Điều khiển động cơ kỹ thuật số
- Cánh quạt:
  - 5.33 m (17.5 ft) đường kính 8-cánh composite Ratier-Figeac FH386 cánh quạt
  - variable pitch and fully reversing

### Khác
- Bán kính quay (Mặt đất): 28.6 m
- Giá bán: gần 100 triệu euros